# Ріку Галь
Ріку Галь (фін. Riku Hahl, нар. 1 листопада 1980, Гямеенлінна) — фінський хокеїст, що грав на позиції центрального нападника. Грав за збірну команду Фінляндії.

## Ігрова кар'єра
Хокейну кар'єру розпочав на батьківщині 1997 року виступами за команду ГПК (вихованець клубу).
1999 року був обраний на драфті НХЛ під 183-м загальним номером командою «Колорадо Аваланч». У складі «лавин» він відіграв три сезони. Під час локауту в НХЛ у сезоні 2004–05 повернувся до рідної команди ГПК.
У сезоні 2005–06 захищав кольори швейцарського «Давосу».
Влітку 2006 перейшов до шведського клубу «Тімро». Через два роки уклав угоду з іншим шведським клубом «Вестра Фрелунда».
Після п'яти сезонів у Швеції повертається до Фінляндії але цього разу до «Йокеріта», уклавши 19 травня 2011 дворічний контракт. Ріку відіграв у складі «Йокеріту» чотири роки після чого повернувся до своєї рідної команди ГПК, де і завершив ігрову кар'єру.
Загалом провів 126 матчів у НХЛ, включаючи 34 гри плей-оф Кубка Стенлі.
Був гравцем молодіжної збірної Фінляндії, у складі якої брав участь у 13 іграх. Виступав за дорослу збірну Фінляндії, на головних турнірах світового хокею провів 31 гру в її складі.

## Статистика

### Клубні виступи
| Сезон              | Клуб               | Ліга               | Регулярний сезон | Регулярний сезон | Регулярний сезон | Регулярний сезон | Регулярний сезон | Плей-оф | Плей-оф | Плей-оф | Плей-оф | Плей-оф |
| Сезон              | Клуб               | Ліга               | І                | Г                | П                | О                | ШХ               | І       | Г       | П       | О       | ШХ      |
| ------------------ | ------------------ | ------------------ | ---------------- | ---------------- | ---------------- | ---------------- | ---------------- | ------- | ------- | ------- | ------- | ------- |
| 1997–98            | ГПК                | ФІН U18            | 10               | 5                | 14               | 19               | 6                | —       | —       | —       | —       | —       |
| 1997–98            | ГПК                | ФІН Jr             | 35               | 13               | 6                | 19               | 12               | —       | —       | —       | —       | —       |
| 1998–99            | ГПК                | ФІН Jr             | 6                | 0                | 2                | 2                | 6                | —       | —       | —       | —       | —       |
| 1998–99            | ГПК                | СМ-Л               | 28               | 0                | 1                | 1                | 0                | 8       | 0       | 0       | 0       | 2       |
| 1999–2000          | ГПК                | ФІН Jr             | 10               | 1                | 6                | 7                | 8                | —       | —       | —       | —       | —       |
| 1999–2000          | ГПК                | СМ-Л               | 50               | 4                | 3                | 7                | 18               | 8       | 0       | 0       | 0       | 2       |
| 2000–01            | ГПК                | ФІН Jr             | 10               | 1                | 6                | 7                | 8                | —       | —       | —       | —       | —       |
| 2000–01            | ГПК                | СМ-Л               | 2                | 1                | 3                | 4                | 0                | —       | —       | —       | —       | —       |
| 2001–02            | «Герші Берс»       | АХЛ                | 52               | 6                | 17               | 23               | 16               | —       | —       | —       | —       | —       |
| 2001–02            | «Колорадо Аваланч» | НХЛ                | 22               | 2                | 3                | 5                | 14               | 21      | 1       | 2       | 3       | 0       |
| 2002–03            | «Герші Берс»       | АХЛ                | 28               | 7                | 7                | 14               | 17               | —       | —       | —       | —       | —       |
| 2002–03            | «Колорадо Аваланч» | НХЛ                | 42               | 3                | 4                | 7                | 12               | 6       | 0       | 2       | 2       | 2       |
| 2003–04            | «Колорадо Аваланч» | НХЛ                | 28               | 0                | 1                | 1                | 12               | 7       | 1       | 0       | 1       | 2       |
| 2004–05            | ГПК                | СМ-Л               | 44               | 8                | 13               | 21               | 12               | 10      | 2       | 6       | 8       | 2       |
| 2005–06            | «Давос»            | НЛА                | 41               | 8                | 17               | 25               | 22               | 14      | 2       | 8       | 10      | 20      |
| 2006–07            | «Тімро»            | Елітсерія          | 31               | 4                | 13               | 17               | 16               | —       | —       | —       | —       | —       |
| 2007–08            | «Тімро»            | Елітсерія          | 48               | 10               | 31               | 41               | 22               | 11      | 2       | 8       | 10      | 6       |
| 2008–09            | «Вестра Фрелунда»  | Елітсерія          | 52               | 7                | 24               | 31               | 22               | 10      | 1       | 5       | 6       | 4       |
| 2009–10            | «Фрелунда»         | Елітсерія          | 26               | 3                | 10               | 13               | 12               | 7       | 2       | 3       | 5       | 4       |
| 2010–11            | «Фрелунда»         | Елітсерія          | 47               | 4                | 20               | 24               | 14               | —       | —       | —       | —       | —       |
| 2011–12            | «Йокеріт»          | СМ-Л               | 45               | 9                | 15               | 24               | 6                | 10      | 1       | 5       | 6       | 6       |
| 2012–13            | «Йокеріт»          | СМ-Л               | 48               | 5                | 15               | 20               | 28               | 5       | 2       | 2       | 4       | 0       |
| 2013–14            | «Йокеріт»          | Лійга              | 42               | 4                | 12               | 16               | 10               | —       | —       | —       | —       | —       |
| 2014–15            | «Йокеріт»          | КХЛ                | 47               | 1                | 4                | 5                | 8                | 10      | 0       | 2       | 2       | 4       |
| 2015–16            | ГПК                | Лійга              | 12               | 1                | 0                | 1                | 4                | —       | —       | —       | —       | —       |
| Усього в Лійзі     | Усього в Лійзі     | Усього в Лійзі     | 324              | 34               | 68               | 102              | 110              | 42      | 10      | 11      | 21      | 14      |
| Усього в НХЛ       | Усього в НХЛ       | Усього в НХЛ       | 92               | 5                | 8                | 13               | 38               | 34      | 2       | 4       | 6       | 4       |
| Усього в Елітсерії | Усього в Елітсерії | Усього в Елітсерії | 204              | 28               | 98               | 126              | 86               | 29      | 5       | 16      | 21      | 14      |

### Збірна
| Рік                | Команда            | Турнір             | Місце              | І  | Г | П | О | ШХ |
| ------------------ | ------------------ | ------------------ | ------------------ | -- | - | - | - | -- |
| 1999               | Фінляндія          | МЧС                | 5-е                | 6  | 0 | 0 | 0 | 2  |
| 2000               | Фінляндія          | МЧС                | 7-е                | 7  | 0 | 1 | 1 | 2  |
| 2004               | Фінляндія          | КС                 | 2                  | 2  | 1 | 0 | 1 | 0  |
| 2005               | Фінляндія          | ЧС                 | 7-е                | 5  | 0 | 0 | 0 | 2  |
| 2006               | Фінляндія          | ЧС                 | 3                  | 9  | 3 | 2 | 5 | 4  |
| 2008               | Фінляндія          | ЧС                 | 3                  | 9  | 0 | 0 | 0 | 0  |
| 2010               | Фінляндія          | ЧС                 | 6-е                | 6  | 0 | 1 | 1 | 0  |
| Молодіжна збірна   | Молодіжна збірна   | Молодіжна збірна   | Молодіжна збірна   | 13 | 0 | 1 | 1 | 4  |
| Національна збірна | Національна збірна | Національна збірна | Національна збірна | 31 | 4 | 3 | 7 | 6  |